# Michael Eisner
Michael Dammann Eisner (Mount Kisco (New York), 7 maart 1942) is een invloedrijke Amerikaanse zakenman. Hij behaalde vroege faam door zijn optreden, naast Barry Diller, bij Paramount Pictures van 1976 tot en met 1984. Zijn intrede, leiderschap en vertrek bij The Walt Disney Company zorgde voor algemene bekendheid onder het grote publiek. Hij was van 1984 tot 2006 de hoogste leidinggevende van het op een na grootste mediaconglomeraat ter wereld. Op 25 april 2008 werd hij geëerd met een ster op de beroemde Hollywood Walk of Fame.

## Biografie
Michael Eisner werd geboren op 7 maart 1942 in een klein bergdorpje in de Amerikaanse staat New York. Hij groeide op in een rijke en invloedrijke familie; zijn grootvader van moeders kant, Milton Dammann, was een self-made-miljonair en een jarenlange president van American Safety Razor Company, voordat hij het concern verkocht aan Philip Morris. Zijn moeder groeide op in een groot landgoed in Bedford Hills in New York, met vijftien dienstmeisjes en een complete staf tot haar dienst. Niet alleen zijn familie van moeders kant was rijk, ook zijn vaders familie was welvarend. Michael en zijn zus, Margot, woonden samen met hun ouders in drie verschillende huizen door het jaar heen: een luxe appartement aan Park Avenue in New York; het ouderlijk huis van zijn moeder in Bedford en een grote boerderij in Vermont.

### Educatie
Door de familie-achtergrond kon Michael genieten van het beste onderwijs dat er maar in de Verenigde Staten aangeboden werd. Van jongs af aan ging hij naar dure privéscholen (waaronder de gemoedelijke Allen-Stevenson School in New York) en toen hij veertien jaar oud was, stuurde zijn ouders hem naar een kostschool in Lawrenceville, New Jersey (Lawrenceville Academy).
Michael koos daarna voor de "Denison University" in Granville, Ohio. Hij liet zijn vroegere plannen om arts te worden varen en begon zich te interesseren voor drama en literatuur. Hij bleek een talent voor creativiteit te hebben. Al snel schreef hij toneelstukken. In 1964 studeerde hij af met een bachelor in Engels en vertrok hij naar Parijs om een glamoureus leven als toneelschrijver na te gaan (hoewel hij na enkele maanden alweer terug verhuisde naar New York).